# Platamops telephanoides
Platamops telephanoides is een keversoort uit de familie platsnuitkevers (Salpingidae). De wetenschappelijke naam van de soort werd in 1916 gepubliceerd door George Charles Champion.